# Marlene Charell
Marlene Charell (Winsen, 1944. július 27. –) német balettművész, énekes és televízióműsor-vezető.
Az 1983-as Eurovíziós Dalfesztiválon fordult elő először, hogy a versenyt nem egy koncert- vagy konferenciateremben tartották, hanem egy sportcsarnokban.
A dalok utáni szünetben a közönséget egy világhírű német dalokból készített zeneösszeállításra előadott táncműsor szórakoztatta. A vezető táncos maga a műsorvezetőnő, Marlene Charell volt.
Charell három nyelven vezette a műsort: angolul, franciául és németül. Talán emiatt, sok hibát vétett, legemlékezetesebb tévesztése a norvég karmester bemutatásakor történt. Sigurd Jansent zavarában egy kitalált néven, Johannes Skorganként mutatta be. (Anita Skorgan az egyik háttérénekes volt.)